# Franciszek Mirandola

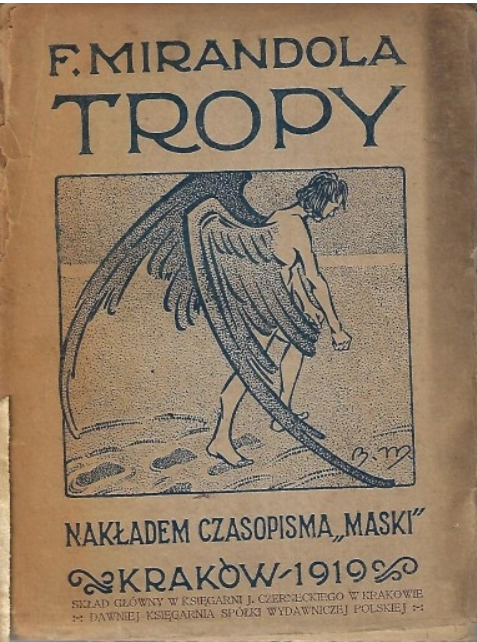
Okładka Tropów z 1919 roku

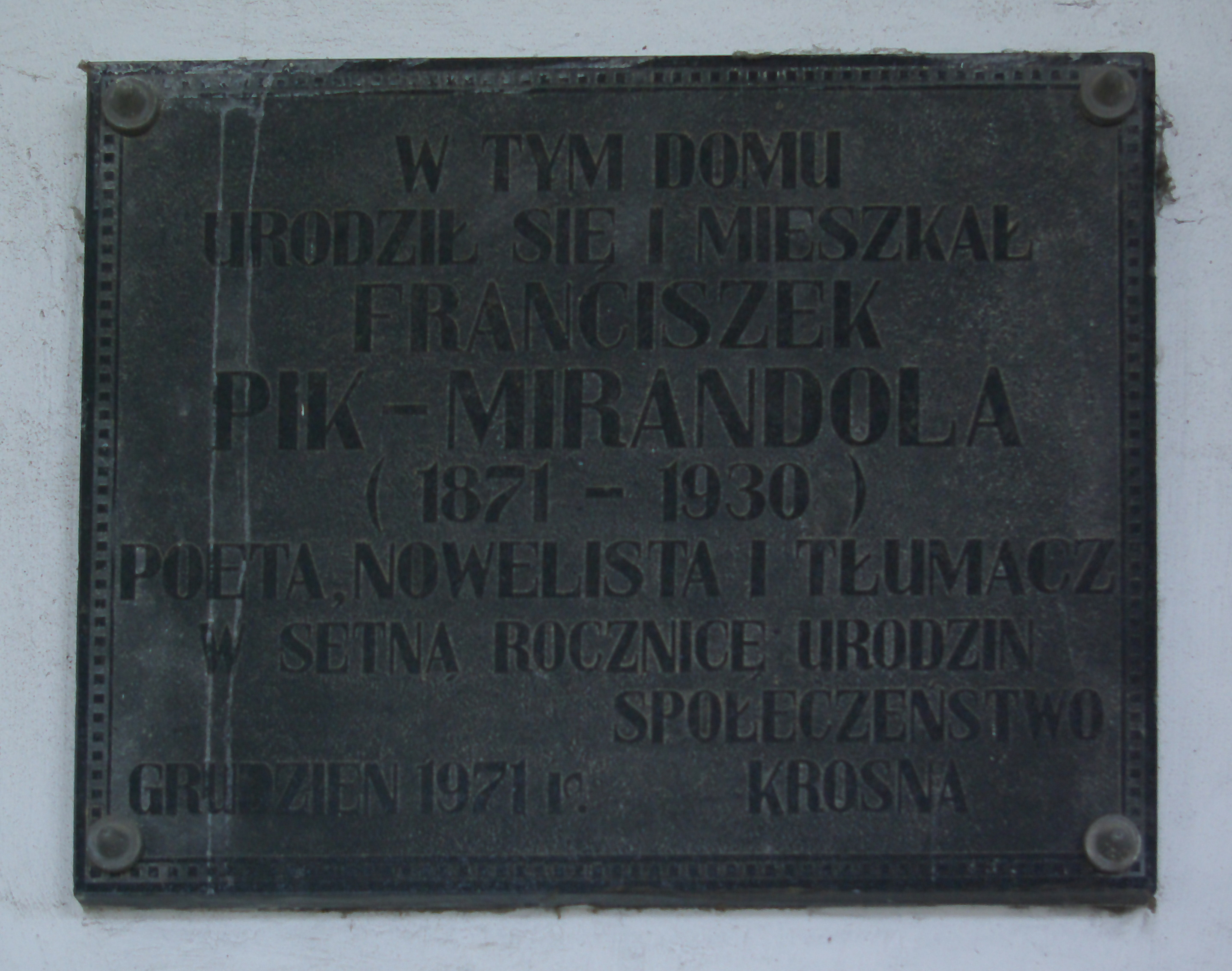
Tablica upamiętniająca narodziny poety w domu rodzinnym w Krośnie

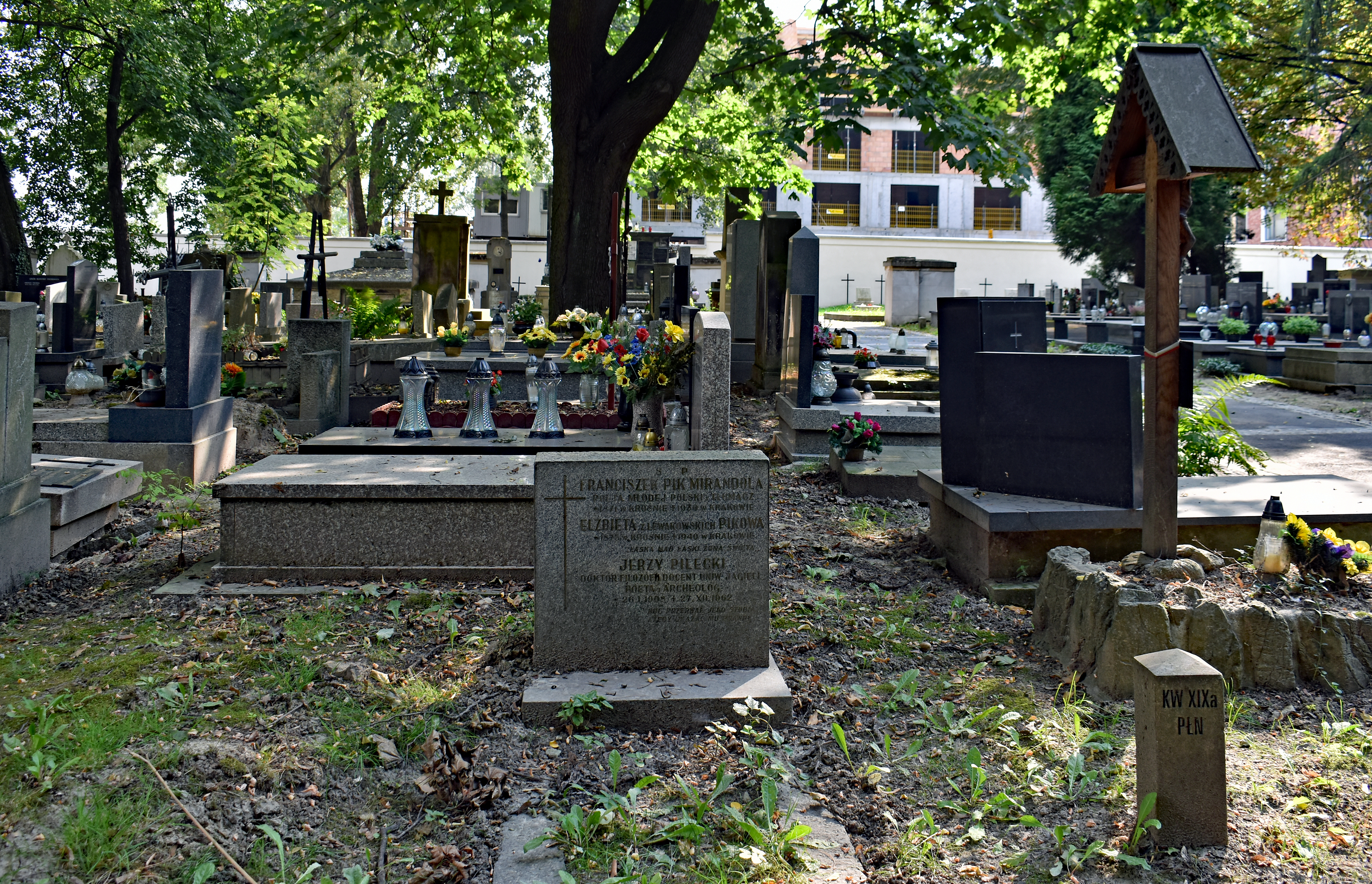
Cmentarz Rakowicki.
Grób Franciszka Pika-Mirandoli.

Franciszek Mirandola, właśc. Franciszek Zdzisław Pik (ur. 13 lipca 1871 w Krośnie, zm. 3 czerwca 1930 w Krakowie) – polski pisarz, poeta i tłumacz okresu Młodej Polski. 
Jako poeta współtworzył takie kierunki literackie, jak impresjonizm, symbolizm i ekspresjonizm. Poezję tę cechowała „sprawność poetycka i wysoka kultura literacka” oraz „dyskursywna refleksyjność”, zaś pod względem treści podejmowała główne wątki filozoficzne epoki, zwłaszcza związane z myślą Fryderyka Nietzschego. Mirandola był również jednym z pierwszych twórców rodzimej fantastyki naukowej oraz fantastyki grozy (wówczas na ogół kojarzonej z tzw. „literaturą niesamowitości” oraz „weird fiction”).
Mirandola przez większość życia borykał się z problemami finansowymi oraz niewielkim zainteresowaniem ze strony czytelników oraz krytyki. Jego „nowele niesamowitości” powstawały równolegle z podobną w duchu oraz nowatorstwie prozą Stefana Grabińskiego, lecz nie zyskały tego samego rozgłosu.  

## Życiorys

### Wczesne lata i młodość
Syn Wojciecha Pika, miejscowego aptekarza (także radnego i burmistrza Krosna) i Marii ze Stacherskich. Ukończył studiował  farmację Uniwersytetu Jagiellońskiego. Choć trudności materialne zmuszały poetę do prowadzenia aptek – w Krośnie, Stryju, Bukowsku, uparcie wracał co jakiś czas do Krakowa, a szczęśliwe czasy studiów pozwoliły mu odbywać podróże literackie i naukowe (Mirandola studiował filozofię w Heidelbergu, przebywał w Berlinie i Paryżu).
W 26 stycznia 1901 roku zawarł związek małżeński z Elżbietą Marią Lewakowską (córką konwertyty Augusta Lewakowskiego) w Krośnie. W tym czasie mieszkał w domu z numerem 54.
Podobieństwo własnego nazwiska (Pik) do pierwszego członu nazwiska włoskiego renesansowego pisarza Pico della Mirandola podsunęło mu pomysł na pseudonim literacki.
Przełożył około 200 tomów prozy literatur: włoskiej, francuskiej, angielskiej, niemieckiej i skandynawskiej. Publikował także tłumaczenia poezji (m.in. Novalisa i Laforgue).
Debiutem poetyckim Mirandoli jest wydany w Krakowie w 1898 roku zbiór wierszy Liber tristium, stanowiący wyraz typowej atmosfery młodopolskiej. W 1901 roku ukazał się kolejny tom poezji zatytułowany Liryki.
Duża część poezji Mirandoli, rozproszona po pismach lewicowych, nigdy nie została zebrana. Jest to grupa utworów rewolucyjnych, związanych z polskim ruchem robotniczym. Mirandola zetknął się z ruchem socjalistycznym w latach uniwersyteckich i wstąpił do PPS. Brał udział w redagowaniu czasopisma Naprzód – jeszcze jako tygodnika, następnie współpracował z innymi pismami socjalistycznymi i lewicowymi: Ogniwo, Robotnik warszawski, Prawo Ludu, Promień lwowski. W Bibliotece Latarni wydał broszurę Sztuka a lud.

### Czasy wojenne
Okres wojny 1914-1918 spędził Mirandola w galicyjskim miasteczku, gdzie tworzył nowele drukowane
w czasopismach, a potem zebrane w tomie Tempore belli. Wydanie w 1916 roku nie zakończyło cyklu. W 1919 ukazał się kolejny zbiór prozy pod tytułem Tropy.
Ostatnie lata życia Mirandoli nie sprzyjały oryginalnej twórczości. Tłumaczył pozycje wchodzące w skład serii „Biblioteka Laureatów Nobla” Wydawnictwa Polskiego R. Wegnera w Poznaniu. Zaczął interesować się filmem – układać scenariusze i napisy, opracowywał serie przezroczy.

### Późniejsze lata i śmierć
Mimo tak różnorodnych zajęć poeta żył w nędzy – zapomniany, atakowany przez pisma z powodu filologicznych nieścisłości swoich przekładów, nadużywający alkoholu, załamał się po śmierci bliskiego przyjaciela, Władysława Orkana, i w niedługi czas potem, w pierwszych dniach czerwca 1930 roku, zmarł w swoim mieszkaniu przy ul. Felicjanek, z którego właśnie oczekiwał eksmisji za niezapłacony czynsz.
Został pochowany na cmentarzu Rakowickim. 
Na fasadzie kamienicy przy ulicy Rynek 8 w Krośnie, nabytej w 1867 przez aptekarza Wojciecha Pika, w której urodził się jego syn Franciszek, w setną rocznicę urodzin poety w grudniu 1971 staraniem Stowarzyszenia Miłośników Ziemi Krośnieńskiej została umieszczona tablica upamiętniająca pisarza.
W 2015 r. w Bibliotece PWSZ w Krośnie została otwarta czytelnia im. Pika Mirandoli.

## Twórczość
Jako poeta Mirandola kultywował tendencje impresjonistyczne oraz parnasizm. Były to przeważnie drobne utwory okolicznościowe bądź opisowe, charakteryzujące się kunsztem i sprawnością formalną. Tematyka tych wierszy była jednak wtórna względem panujących w okresie Młodej Polski tendencji czy typowych dla tej epoki fascynacji.
Ponadczasową wartość zdradzają jednak nowele fantastyczne Mirandoli zebrane w tomie Tropy (1919). Prozę tę zwykło się zaliczać do początków polskiego ekspresjonizmu, choć Mirandola posłużył się również elementami symbolizmu, groteski, baśni, oniryzmu i horroru. Dzięki temu Tropy są niejako prekursorskie względem powstałego później surrealizmu. Na wykreowanie osobliwego świata prozy Mirandoli wielki wpływ odegrała filozofia Wschodu, pisma Nietzschego i psychoanalityczne teorie Junga. Tropy stawiają zatem Mirandolę w szeregu takich pionierów niesamowitości w literaturze polskiej jak: Bogusław Adamowicz, Antoni Lange, Stanisław Baliński czy Stefan Grabiński.

### Przekłady
- Johann Wolfgang Goethe Cierpienia młodego Wertera
- Romain Rolland Colas Breugnon; Dusza zaczarowana
- Björnstjerne Björnson Dziewczę ze Słonecznego Wzgórza, Marsz weselny
- Fryderyk Schiller Dziewica orleańska
- Rudyard Kipling Księga dżungli
- Émile Zola Germinal
- Maurice Maeterlinck Inteligencja kwiatów, Życie pszczół
- Knut Hamsun Głód, Misteria
- Selma Lagerlöf Gösta Berling
- Johanna Spyri Heidi
- utwory Baudelaire’a, Mallarmégo, Verlaine’a, France’a, Tagorego, Novalisa, Defoe